# Metaplexis
Metaplexis är ett släkte av oleanderväxter. Metaplexis ingår i familjen oleanderväxter.
Kladogram enligt Catalogue of Life:
| Metaplexis | \| \| Metaplexis hemsleyana \| \| \| \| \| \| Metaplexis japonica \| \| \| \| |
|            | \| \| Metaplexis hemsleyana \| \| \| \| \| \| Metaplexis japonica \| \| \| \| |
|            | Metaplexis hemsleyana                                                         |
|            |                                                                               |
|            | Metaplexis japonica                                                           |
|            |                                                                               |